# تاي (أونتاريو)
تاي، أونتاريو (بالإنجليزية: Tay)‏ هي مدينة كندية تقع في مقاطعة أونتاريو. تبلغ مساحة هذه المدينة 138.9296 (كم²)، ويبلغ عدد سكانها 9748 نسمة حسب إحصاء سنة 2006 م، بينما كان يسكنها 9162 نسمة في سنة 2001 م. تحتل هذه المدينة المرتبة رقم 388 بين مدن كندا حسب عدد السكان والمرتبة رقم 147 في المقاطعة. نما عدد السكان في هذه المدينة بنسبة (6.4) بين العامين المذكورين.

## أعلام
- جون توماس سيمبسون
- إرنست مورو
- جاك أربور
- فيك غريغ

## وصلات خارجية
- الأطلس الحكومي لكندا
- إحصاءات كندا مع ساعة تعداد السكان